# Griposia
Griposia là một chi bướm đêm thuộc họ Noctuidae.